# Hey, Porter!/Cry! Cry! Cry!
Hey, Porter!/Cry! Cry! Cry! è il primo singolo di Johnny Cash, pubblicato dalla Sun Records nel luglio del 1955 sia su 45 giri che su 78 giri

## Il disco
Le due canzoni, scritte da Johnny Cash, furono registrate dalla Sun Records a Memphis nel settembre del 1954.

### Hey Porter
Cash scrisse la canzone mentre era sulla via di casa tornato da un periodo di quattro anni al servizio della United States Air Force nella Germania Ovest. Infatti mentre era disposto a Landsberg, si sentiva esultante nel tornare a Kingsland in Arkansas.
Nel 1971 venne anche realizzato un cover del brano da Ry Cooder, che lo incluse sul suo secondo album, Into the Purple Valley.

### Cry! Cry! Cry!
Inclusa due anni dopo nell'album Johnny Cash with His Hot and Blue Guitar (al contrario del lato A), della canzone sono state fatte numerose cover, da parte di Marty Stuart nel 1989, Elvis Costello nel 1982 ed i Third Eye Blind con Merle Haggard.